# Mary Higgins Clark
Mary Theresa Eleanor Higgins Clark (New York, 24 dicembre 1927 – Naples, 31 gennaio 2020) è stata una scrittrice statunitense di libri gialli di origine irlandese.
Ha pubblicato cinquantasei libri, ognuno dei quali è stato un bestseller e tutti i suoi libri, compreso il primo, sono ancora in stampa. Inoltre, la Higgins è stata azionista di minoranza dei Brooklyn Nets.
Anche sua figlia, Carol Higgins Clark, è una scrittrice di gialli. Solo nell'anno 2007 e solo negli Stati Uniti i libri di Mary Higgins Clark hanno venduto 80 milioni di copie.

## Biografia
Mary Theresa Eleanor Higgins è nata il 24 dicembre 1927, nel Bronx di New York.
Figlia di Luke e di Nora Higgins, immigrati irlandesi, Mary si è sempre dimostrata propensa a scrivere, fin da quando era piccola; compose la sua prima poesia a sei anni e cominciò a scrivere un proprio diario a sette. Quando cominciò la Grande depressione Mary era solo una bambina, e la sua famiglia, dapprima non colpita, iniziò a cambiare stile di vita. Suo padre cominciò a lavorare molto più di quanto non facesse prima, tanto che passava a casa solo tre o quattro ore al giorno.
All'età di dieci anni, al ritorno dalla messa, Mary scopre che suo padre è morto nel sonno. Nora, non potendo far fronte da sola senza lavorare alle necessità della famiglia (composta da tre figli), cercò lavoro, ma nessuno era disponibile ad assumere una donna di 52 anni, quindi, Nora affittò le camere dei figli a degli anziani paganti, e portò i bambini nella sua camera.
Sei mesi dopo, il fratello maggiore della Higgins si tagliò un piede su di un pezzo di metallo, contraendo una grave osteomielite. Rischiò la vita, ma alla fine fortunatamente si salvò.
Quando Mary finì la Saint Francis Xavier Grammar Shool, ricevette una borsa di studio per la Villa Maria Academy, gestita dalla congregazione ecclesiastica di suore della Notre Dame di Montréal. Qui i docenti la incoraggiarono a dedicarsi alla scrittura e a 16 anni la Higgins inviò il suo primo lavoro intitolato Tre confessioni che però fu respinto. Per aiutare la famiglia Mary lavorò come centralinista all'hotel Shelton.
In seguito fece la baby-sitter, ma il denaro non era sufficiente, così la famiglia fu costretta a trasferirsi in un appartamento di sole tre stanze: bagno, cucina e camera da letto. Una volta diplomato, Joseph Higgins, il fratello della scrittrice, si arruolò nella Marina degli Stati Uniti per aiutare economicamente la famiglia. Una volta partito per la guerra, contrasse la meningite e morì.
A causa della morte in guerra di Joseph a Nora fu garantita una pensione a vita che le permise di non aver bisogno più degli aiuti finanziari della figlia.
Dopo la morte del fratello, la Higgins si diplomò e si iscrisse alla Wood Secretary School con una borsa di studio parziale. Una volta completati i corsi lavorò come segretaria del reparto creativo della divisione pubblicitaria della Remington-Rand. Anche se le piaceva il suo lavoro, lo lasciò e divenne hostess per la Pan American Airlines.
Nel 1949 Mary sposò Warren Clark e per un periodo lasciò il lavoro per iscriversi a un corso di scrittura presso la New York University. La Clark ebbe cinque figli: Marilyn, Warren Jr, Patty, David e Carol.

## L'esordio come scrittrice
Dopo aver pubblicato il suo primo racconto, la Clark conobbe Patricia Schartle Mayer, colei che l'avrebbe aiutata nella pubblicazione dei nuovi romanzi e rappresentata per venti anni.
La situazione economica era più agiata, tanto che la Clark e suo marito decisero di partire per un viaggio alle Hawaii. Nel 1959 a Warren Clark fu diagnosticata una grave insufficienza nell'ossigenazione del muscolo cardiaco. Dopo un attacco cardiaco, nel 1964, Warren non riuscì più a lavorare, così la Clark cominciò a scrivere sceneggiati per la radio, ma il marito morì quello stesso anno.

## Dopo la morte del primo marito
Dopo la morte di suo marito Warren, la Clark si iscrisse alla Fordham University del Lincoln Center. Nel 1979 si laureò in filosofia summa cum laude.
Attualmente i suoi figli Warren Jr. e Marilyn sono giudici, sua figlia Patty lavora al Mercantile Exchange di New York City, David è il presidente del Marketing Talk Enterprises e Carol (1956-2023) è stata una scrittrice di gialli come sua madre.
Dopo la laurea la Clark riprese a lavorare, ma ben presto perse il lavoro e si vide costretta ad impegnare il suo anello di fidanzamento per avviare un'attività con un suo compagno di corso.
Durante questo periodo, la Clark scrisse il romanzo Dove sono i bambini? che fu acquistato dalla Simon & Schuster per la somma di 3000$.
Tre mesi dopo, nel 1974 Mary Higgins Clark ricevette la notizia che i suoi diritti sul libro valevano di già 100.000 dollari. Due anni dopo, grazie a questo suo secondo romanzo, la Clark aveva già intascato 1,5 milioni di dollari. La Clark si è risposata nel 1996 con John J. Conheeney, deceduto l'8 ottobre del 2018.
È morta il 31 gennaio 2020, all'età di 92 anni.

## Premi letterari
- Nel 2000 vince il Mystery Writers of America, categoria Grand Master[4].
- Nel 2010 vince il Premio Agatha alla carriera[5].

## Opere

### Romanzi
- Dove sono i bambini? (Where are the Children?, 1975; Sperling & Kupfer, 1975)
- Uno sconosciuto nell'ombra (A Stranger is Watching, 1977; Sperling & Kupfer, 1977)
- La culla vuota (The Cradle Will Fall, 1980; Sperling & Kupfer, 1980)
- Nella notte un grido (A Cry in the Night, 1982; Sperling & Kupfer, 1982)
- Incubo (Stillwatch, 1984; Sperling & Kupfer, 1984)
- Non piangere più signora (Weep No More, My Lady, 1987; Sperling & Kupfer, 1987)
- Mentre la mia piccola dorme (While My Pretty One Sleeps, 1989; Sperling & Kupfer, 1989)
- Le piace la musica, le piace ballare (Loves Music, Loves to Dance, 1991; Sperling & Kupfer, 1991)
- In giro per la città (All Around the Town, 1992; Sperling & Kupfer, 1992)
- Un giorno ti vedrò (I'll Be Seeing You, 1993; Sperling & Kupfer, 1993)
- Ricordatevi di me (Remember Me, 1994; Sperling & Kupfer, 1994)
- Un colpo al cuore (Let Me Call You Sweetheart, 1995; Sperling & Kupfer, 1995)
- Una notte all'improvviso (Silent Night, 1995; Sperling & Kupfer, 1995)
- Bella al chiaro di luna (Moonlight Becomes You, 1996; Sperling & Kupfer, 1996)
- Testimone allo specchio (Pretend You Don't See Her, 1997; Sperling & Kupfer, 1997)
- Sarai solo mia (You Belong to Me, 1998; Sperling & Kupfer, 1998)
- Accadde tutto in una notte (Sperling & Kupfer, 1998)
- Ci incontreremo ancora (We'll Meet Again, 1999; Sperling & Kupfer, 1999)
- Prima di dirti addio (Before I Say Good-Bye, 2000; Sperling & Kupfer, 2000)
- Sapevo tutto di lei (Sperling & Kupfer, 2001)
- La figlia prediletta (Daddy's Little Girl, 2002; Sperling & Kupfer, 2002)
- La seconda volta (The Second Time Around, 2003; Sperling & Kupfer, 2003)
- La notte mi appartiene (Nighttime Is My Time, 2004; Sperling & Kupfer, 2004)
- Casa dolce casa (No Place Like Home, 2005; Sperling & Kupfer, 2005)
- Due bambine in blu (Two Little Girls in Blue, 2006; Sperling & Kupfer, 2006)
- Ho già sentito questa canzone (I Heard That Song Before, 2007; Sperling & Kupfer, 2007)
- Dimmi dove sei (Where Are You Now?, 2008; Sperling & Kupfer, 2008)
- Prendimi il cuore (Just Take My Heart, 2009; Sperling & Kupfer, 2009)
- L'ombra del tuo sorriso (The Shadow of Your Smile, 2010; Sperling & Kupfer, 2010)
- Nessuno mi crede (I'll Walk Alone, 2011; Sperling & Kupfer, 2011)
- La lettera scomparsa (The Lost Years, 2012; Sperling & Kupfer, 2012)
- Sei tornato, papà? (Daddy's Gone a Hunting, 2013; Sperling & Kupfer, 2013)
- La notte ritorna (Sperling & Kupfer, 2014)
- Quando la musica finisce (The Melody Lingers On, 2015; Sperling & Kupfer, 2015)
- Così immobile tra le mie braccia (The Sleeping Beauty Killer, 2016, con Alafair Burke; Sperling & Kupfer, 2016)
- Mentre il tempo brucia (Sperling & Kupfer, 2017)
- La sposa era vestita di bianco (All Dressed in White, 2015, con Alafair Burke; Sperling & Kupfer, 2017)
- Sola sull'oceano (All by Myself, Alone, 2018; Sperling & Kupfer, 2018)
- L'ultimo ballo (I've Got My Eyes on You, 2019; Sperling & Kupfer, 2019)
- Non chiudere gli occhi (Under suspicion series), con Alafair Burke, Sperling & Kupfer, 2019
- Un respiro nella neve (Every breath you take), con Alafair Burke Sperling & Kupfer,2020
- Le ragazze non devono parlare (Kiss the girls and make them cry), Sperling & Kupfer 2020
- Perché mi appartieni (You don't own me), con Alafair Burke, Sperling & Kupfer 2021
- Un ultimo pezzo di cuore (Piece of my heart), con Alafair Burke, Sperling & Kupfer 2021

### Raccolte di racconti
- La sindrome di Anastasia (The Anastasia Syndrome and Other Stories, 1989; Sperling & Kupfer, 1991)
- Death on the Cape and Other Stories (1993)
- Domani vincerò (The Lottery Winner and Other Stories, 1994; Sperling & Kupfer, 1995)
- Quattro volte domenica (My Gal Sunday: Henry and Sunday Stories, 1996; Sperling & Kupfer, 2004)

### Romanzi per ragazzi
- L'appuntamento mancato (Deck the Halls, 2000, con Carol Higgins Clark; Sperling & Kupfer, 2001)
- Ti ho guardato dormire (He Sees You When You're Sleeping, 2001, con Carol Higgins Clark; Sperling & Kupfer, 2002)
- Il ladro di Natale (The Christmas Thief, 2004, con Carol Higgins Clark; Sperling & Kupfer, 2005)
- Una crociera pericolosa (Santa Cruise, 2006, con Carol Higgins Clark; Sperling & Kupfer, 2006)
- Il biglietto vincente (Dashing Through the Snow, 2008, con Carol Higgins Clark; Sperling & Kupfer, 2009)
- The Magical Christmas Horse, illustrato da Wendell Minor (2011)

### Memorie
- Una luce nella notte (Kitchen Privileges, A Memoir, 2001; Sperling & Kupfer, 2003)

## Adattamenti cinematografici e televisivi
| Anno | Film                                                                               | Tratto da                            | Note                 |
| ---- | ---------------------------------------------------------------------------------- | ------------------------------------ | -------------------- |
| 1982 | A Stranger Is Watching                                                             | Uno sconosciuto nell'ombra           |                      |
| 1983 | The Cradle Will Fall                                                               | La culla vuota                       | Film televisivo      |
| 1985 | Io vi salverò (Where Are the Children?)                                            | Dove sono i bambini?                 |                      |
| 1987 | Stillwatch                                                                         | Incubo                               | Film televisivo      |
| 1992 | Doppia visione (Double Vision)                                                     | ?                                    | Film televisivo      |
| 1992 | Nel bene e nel male (Terror Stalks the Class Reunion)                              | ?                                    | Film televisivo      |
| 1992 | Urla nella notte (A Cry in the Night)                                              | Nella notte un grido                 | Film televisivo      |
| 1992 | Omicidi a circuito chiuso (Weep No More, My Lady)                                  | Non piangere più signora             | Film televisivo      |
| 1997 | La verità sepolta (While My Pretty One Sleeps)                                     | Mentre la mia piccola dorme          | Film televisivo      |
| 1997 | Let Me Call You Sweetheart                                                         | Un colpo al cuore                    | Film televisivo      |
| 1998 | Moonlight Becomes You                                                              | Bella al chiaro di luna              | Film televisivo      |
| 2001 | Le piace la musica, le piace ballare (Loves Music, Loves to Dance)                 | Le piace la musica, le piace ballare | Film televisivo      |
| 2002 | Testimone allo specchio (Pretend You Don't See Her)                                | Testimone allo specchio              | Film televisivo      |
| 2002 | Sarai solo mia (You Belong to Me)                                                  | Sarai solo mia                       | Film televisivo      |
| 2002 | Ombre dal passato (All Around the Town)                                            | In giro per la città                 | Film televisivo      |
| 2004 | La culla vuota (The Cradle Will Fall)                                              | La culla vuota                       | Film televisivo      |
| 2011 | Deck the Halls                                                                     | L'appuntamento mancato               | Film televisivo      |
| 2013 | The Mystery Cruise                                                                 | Una crociera pericolosa              | Film televisivo      |
| 2014 | Sunday & Parker - Irresistibili detectives (My Gal Sunday)                         | Quattro volte domenica               | Film televisivo      |
| 2014 | Mary Higgins Clark: Due piccole ragazze in blu (Deux Petites Filles en Bleu)       | Due bambine in blu                   | Film televisivo      |
| 2014 | Mary Higgins Clark Anthology (Collection Mary Higgins Clark, la reine du suspense) | Vari romanzi                         | Miniserie televisiva |
| 2014 | Dove sei adesso? (Où Es-Tu Maintenant?)                                            | Dimmi dove sei                       | Film televisivo      |
| 2014 | Mary Higgins Clark: Tu che mi hai amato tanto (Toi Que J'Aimais Tant)              | La figlia prediletta                 | Film televisivo      |
| 2015 | Mary Higgins Clark: Ricordati di me (Souviens-toi)                                 | Ricordatevi di me                    | Film televisivo      |
| 2015 | Mary Higgins Clark: La clinica del dottor H (La Clinique du Docteur H)             | La culla vuota                       | Film televisivo      |
| 2015 | Mary Higgins Clark: Gli anni perduti (Les Années Perdues)                          | La lettera scomparsa                 | Film televisivo      |
| 2018 | Rien ne vaut la douceur du foyer                                                   | Casa dolce casa                      | Film televisivo      |
| 2018 | Ce Que Vivent les Roses                                                            | Un colpo al cuore                    | Film televisivo      |